# Stamnodes volucer
Stamnodes volucer là một loài bướm đêm trong họ Geometridae.